# Marmosops neblina
Marmosops neblina är en pungdjursart som beskrevs av Alfred L. Gardner 1990. Marmosops neblina ingår i släktet Marmosops och familjen pungråttor. IUCN kategoriserar arten globalt som livskraftig. Inga underarter finns listade.
Arten når i genomsnitt en absolut längd av 27 cm (med svans) och svansen är cirka 15 cm lång. Bakfötterna är cirka 1,8 cm långa och öronen är ungefär 2,1 cm stora. Den första individen som hittades (holotyp) var med en absolut längd av 29 cm och med en 16 cm lång svans lite större. Ovansidan är täckt av mörkbrun päls och undersidans päls är lite ljusare. Svansen är bara nära bålen täckt av hår. Djuret har en vit fläck på hakan som kan sträcka sig fram till bröstet. Kring ögonen finns en svart ring. Marmosops neblina har vita hårtofsar mellan fingrarna.
Pungdjuret förekommer i nordvästra Brasilien och angränsande delar av Venezuela, Colombia, Ecuador och Peru. Arten vistas där i städsegröna skogar.